# Obanca
Obanca (en asturiano y oficialmente: Santa Marina) es una parroquia del concejo de Cangas del Narcea, en el Principado de Asturias, España.